# Geeltje

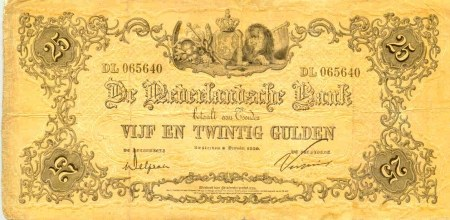
Het biljet waaraan het geeltje zijn naam dankt.

Een geeltje stond aanvankelijk voor een munt van goud met een variabele waarde.
In de periode 1861-1909 was er een geelkleurig bankbiljet van 25 gulden dat in de volksmond ook 'geeltje' werd genoemd. Deze benaming voor 25 gulden bleef na 1909 nog lang in gebruik, alhoewel er geen uiterlijk verband meer met het briefje was en er in 1982 zelfs een ander geelkleurig biljet in omloop kwam (50 gulden).